# Euploea progressiva
Euploea progressiva är en fjärilsart som beskrevs av Hans Fruhstorfer 1910. Euploea progressiva ingår i släktet Euploea och familjen praktfjärilar. Inga underarter finns listade i Catalogue of Life.